# Theridion bicruciatum
Theridion bicruciatum är en spindelart som beskrevs av Roewer 1961. Theridion bicruciatum ingår i släktet Theridion och familjen klotspindlar.
Artens utbredningsområde är Senegal. Inga underarter finns listade i Catalogue of Life.